# Mathieu Lacroix (écrivain)
Pour les articles homonymes, voir Lacroix.
Pour l'officier général, voir Mathieu Lacroix.
Mathieu Lacroix est un poète français d'expression provençale, né à Nîmes le 16 avril 1819 et mort à La Grand-Combe le 13 novembre 1864.

## Biographie
Fils naturel d'une « modeste couturière », Mathieu Lacroix naît en 1819 à Nîmes. Retiré jeune de l'école et orphelin à neuf ans, il est récupéré par un chiffonnier qui l'exploite et le bat, puis recueilli par Suzette Tilloy, une veuve qui lui apprend le métier de maçon.
Il part à La Grand-Combe pour exercer ce métier. En parallèle, il s'intéresse à la langue d'oc. Lors du rassemblement des poètes de langue occitane, qui se tient en 1853 à Aix-en-Provence, devant les futurs félibres, il lit son poème « Paouré Martino » (Pauvre Martine), qui évoque les souffrances de la veuve d'un mineur tué par un coup de grisou. La scène est rapportée par Frédéric Mistral dans ses Mémoires et Récits : « la foule ravie, tremblante, l'applaudissait, l'applaudissait ». 
Mais le triomphe est « sans lendemain » ; il reprend son métier, non sans composer un texte de temps à autre, et se lie avec Alphonse Daudet. Il meurt « dans la force de l'âge et une grande misère » en 1864. En 1899, les mineurs de La Grand-Combe font ériger une statue en son souvenir.

## Ouvrages
- (oc) Paouro Martino, Alais, Brusset, 1855 (BNF 38763665).
- La Carità, poésie élégiaque... suivie du Discours des ouvriers de la Grand'Combe, Nîmes, Roger et Laporte, 1862 (BNF 30711185).
- (oc) Pouësìos dau troubaire-massou Matiéu Lacroix... emb'uno Noutiço biougrafico per Frederi Mistral e uno letro d'Albert Arnavielle, La Grand-Combe, Coronel, 1899 (BNF 32335572) (lire en ligne)  — posthume.